# Горно-Алтайская автономная область
Го́рно-Алта́йская автоно́мная о́бласть (Горно-Алтайская АО) — административно-территориальная единица в составе Алтайского края РСФСР, существовавшая с 1948 года по 1991 год.
Административный центр — город Горно-Алтайск.

## История
1 июня 1922 года из Алтайской губернии была выделена Ойратская автономная область с центром в городе Улала.
25 мая 1925 года Постановлением ВЦИК СССР образован Сибирский край, в состав которого была включена Ойратская АО.
30 июля 1930 года Постановлением ВЦИК СССР Сибирский край разделён на два края — Западно-Сибирский и Восточно-Сибирский. Ойратская АО была включена в состав Западно-Сибирского края.
2 марта 1932 года Ойратская АО переименована в Ойротскую автономную область.
В 1937 году Ойротская АО была включена в состав Алтайского края.
7 января 1948 года Указом Президиума Верховного Совета СССР Ойротская АО была переименована в Горно-Алтайскую автономную область.
На этот момент в состав Горно-Алтайской АО входили следующие районы (аймаки):
1. Кош-Агачский — центр с. Кош-Агач
2. Майминский — центр с. Майма
3. Онгудайский — центр с. Онгудай
4. Турочакский — центр с. Турочак
5. Улаганский — центр с. Усть-Улаган
6. Усть-Канский — центр с. Усть-Кан
7. Усть-Коксинский — центр с. Усть-Кокса
8. Чойский — центр с. Чоя
9. Шебалинский — центр с. Шебалино
10. Элекмонарский — центр с. Элекмонар

- 28.09.1956 упразднён Чойский аймак.
- 30.03.1962 упразднён Элекмонарский аймак.
- В 1963 году вместо аймаков принято написание «районы».
- 1.02.1963 упразднены Усть-Коксинский и Шебалинский районы.
- 4.03.1964 восстановлен Усть-Коксинский район.
- 13.01.1965 восстановлен Шебалинский район.
- 20.10.1980 восстановлен Чойский район.

25 октября 1990 года Горно-Алтайская АО провозгласила суверенитет и повышение статуса до АССР.
15 декабря 1990 года Горно-Алтайская АО вышла из состава Алтайского края, что было узаконено Вторым съездом народных депутатов РСФСР, внёсшим изменения в Конституцию РСФСР, по которым автономные области выводились из составов краёв, куда входили.
3 июля 1991 года Верховный Совет РСФСР, «в соответствии с решением Совета народных депутатов Горно-Алтайской АО», принял закон о преобразовании Горно-Алтайской АО в Горно-Алтайскую Советскую Социалистическую Республику в составе РСФСР и внёс в российскую конституцию соответствующую поправку, одновременно передав её на утверждение Съезда народных депутатов РСФСР.
8 февраля 1992 года Верховный Совет Горно-Алтайской ССР принял постановление о переименовании республики в Республику Горный Алтай.
21 апреля 1992 года Съезд народных депутатов России внёс положение о Республике Горный Алтай в конституцию РСФСР. Поправка вступила в силу с момента опубликования 16 мая 1992 года в «Российской газете».
7 мая 1992 года Верховный Совет Республики Алтай принял постановление о переименовании Республики Горный Алтай в Республику Алтай. В действовавшую тогда Конституцию РФ изменения внесены не были и новое название республики было отражено лишь в Конституции РФ 1993 года.

## Население
Динамика численности населения области:
| Год  | Население, чел. | Источник           |
| ---- | --------------- | ------------------ |
| 1939 | 76 566          | Перепись 1939 года |
| 1959 | 157 161         | Перепись 1959 года |
| 1970 | 168 261         | Перепись 1970 года |
| 1979 | 171 835         | Перепись 1979 года |
| 1989 | 191 649         | Перепись 1989 года |